# Штрбачкі Бук
Штрбачкі Бук (босн. Štrbački buk) — каскадний водоспад, що розташований на кордоні Боснії і Герцоговини та Хорватії.

## Розташування
Розташований на річці Уна . Входить до складу Національного парку Уна і є гідрологічною пам'яткою природи місцевого значення.

## Характеристика
Повна висота водоспаду 24 м.